# Distinctive Software
Distinctive Software Inc. (zkráceně DSI) byla kanadská videoherní vývojářská společnost z Burnaby v Britské Kolumbii založená Donem Mattrickem a Jeffem Semberem v roce 1982. Ve druhé polovině 80. let 20. století byla známá zejména díky svým závodním a sportovním videohrám. 
DSI měla také svou portovací divizi Unlimited Software zabývající se konverzemi softwaru na jiné počítačové platformy. Založil ji Don Mattrick v roce 1988.
V roce 1991 firmu DSI převzala americká společnost Electronic Arts a udělala z ní značku EA Canada (později EA Vancouver).

## Seznam her
Firma Distinctive Software Inc. vytvořila některé známé tituly jako např.:
- Test Drive (1987)
- Power at Sea (1988)
- Grand Prix Circuit (1988)
- Test Drive II: The Duel (1989)
- The Cycles: International Grand Prix Racing (1989)
- HardBall II (1989)
- 4D Sports Tennis (1990)
- Stunts (1990)
- Top Gun: Danger Zone (1990)
- The Simpsons: Bart's House of Weirdness (1991)
- Teenage Mutant Ninja Turtles: Manhattan Missions (1991)
- Mission: Impossible (1991)
- Mario Andretti's Racing Challenge (1991)
- Dick Tracy: The Crime-Solving Adventure (1991)
- Champions Forever Boxing (1991)
- 4-D Boxing (1991)
- Bill Elliott's NASCAR Fast Tracks (1991)
- Bill Elliott's NASCAR Challenge (1991)
- NFL (1992)
- Mickey's ABC's: A Day at the Fair (1992)
- Top Gun: Guts & Glory (1993)
- NFL 94 (1993)
- Mickey's 123's: The Big Surprise Party (1993)
- Follow the Reader (1993)